# Judyta Mieszkówna
Judyta (ur. przed 1154, zm. po 12 grudnia 1201) – księżniczka wielkopolska, hrabina Anhaltu i księżna Saksonii z dynastii Piastów. Córka księcia wielkopolskiego i zwierzchniego księcia Polski Mieszka III Starego i prawdopodobnie jego pierwszej żony Elżbiety, królewny węgierskiej.

## Życiorys
Była żoną Bernarda, syna Albrechta Niedźwiedzia, pierwszego margrabiego brandenburskiego, którego poślubiła w latach 1173–1177.
Z tego związku pochodzili: synowie: Albrecht, książę Saksonii, Henryk, hrabia Anhaltu i zmarły młodo Magnus oraz córki: Jadwiga, żona Ulryka, hrabiego Wettinu i Zofia, ksieni w Gernrode.
Zmarła po 12 grudnia 1201 roku.